# Te wo Nigitte Arukitai
Singles de Maki Gotō
Afurechau... Be in Love
(2001) Yaruki! It's Easy
(2002)
Te wo Nigitte Arukitai (手を握って歩きたい, , ou Te o Nigitte Arukitai) est le 3e single en solo de Maki Gotō dans le cadre du Hello! Project, sorti en 2002, N°3 à l'Oricon.

## Présentation
Le single sort le 9 mai 2002 au Japon sous le label zetima, alors que Maki Gotō fait encore partie du groupe Morning Musume en parallèle. C'est l'un de ses quatre disques à sortir sur ce label ; à partir de son cinquième single, ses disques pour le Hello! Project sortiront sur le label affilié Piccolo Town.
Le single est écrit et produit par Tsunku. Il atteint la 3e place du classement de l'Oricon. Il se vend à 74 150 exemplaires la première semaine, et reste classé pendant 6 semaines, pour un total de 104 630 exemplaires vendus.
La chanson-titre du single figurera sur l'album Makking Gold 1 de 2003, puis sur les compilations Maki Goto Premium Best 1 de 2005 et Maki Goto Complete Best Album 2001-2007 de 2010.

## Liste des titres
Toutes les chansons sont écrites et composées par Tsunku.
| 1. | Te wo Nigitte Arukitai (手を握って歩きたい)                               | Takao Konishi | 4:34 |
| 2. | Tokutōseki (特等席)                                                       | Mikio Sakai   | 3:42 |
| 3. | Te wo Nigitte Arukitai (instrumental) (手を握って歩きたい (instrumental)) | Takao Konishi | 4:31 |